# Wolfgang Ball
Wolfgang Ball (* 12. November 1948 in Neunkirchen/Saar) ist ein deutscher Jurist. Er war Vorsitzender Richter am Bundesgerichtshof.

## Leben
Wolfgang Ball studierte ab 1967 Rechtswissenschaften an der Universität des Saarlandes.
Er begann seine richterliche Karriere 1975 in Rheinland-Pfalz. Nach der Probezeit wurde er 1978 Richter am Amtsgericht Pirmasens. 1983 bis 1991 war er Richter am Oberlandesgericht Zweibrücken, ehe er zum Richter am Bundesgerichtshof ernannt wurde. Er gehörte dem VIII. Zivilsenat des Bundesgerichtshofes an, der zuständig ist für Kaufrecht, das Wohnraummietrecht und das Leasingrecht. Von 1999 bis 2006 war er zudem Mitglied des Kartellsenats.  Seit August 2006 war er bis zum Eintritt in den Ruhestand Ende Januar 2014 Vorsitzender des VIII. Senats. Er gehörte außerdem der Berufungskammer der Zentralkommission für die Rheinschifffahrt an.
Seit 2015 ist Wolfgang Ball der neue Ombudsmann Immobilien im Immobilienverband IVD.
Ball veröffentlichte zum gewerblichen Miet-, Pacht- und Leasingrecht.